# Flugplatz Wangen-Lachen

i7
i11
i13
Der Flugplatz Wangen-Lachen (ICAO-Code LSPV) ist ein privater Flugplatz im Gebiet Franzrüti in der Gemeinde Wangen im Schweizer Kanton Schwyz am Zürichsee. Er ist vom Naturschutzgebiet Nuoler Ried umgeben.
Im Jahr 1949 schlossen der Lachner Privatpilot Armin Nägeli, der Küsnachter Fluglehrer Erich Wenner und der Oberrieder Flugpionier Alfred Comte einen Pachtvertrag mit der Genossame Wangen. Am 29. Juni 1950 landete Erich Wenner zum ersten Mal ein Flugzeug auf der Graspiste des Flugplatzes Wangen. Die Piste ist im Jahr 1967 asphaltiert worden, und der Flugplatz ist mit einer VASI-Anflughilfe ausgerüstet.

## Wasserflugplatz

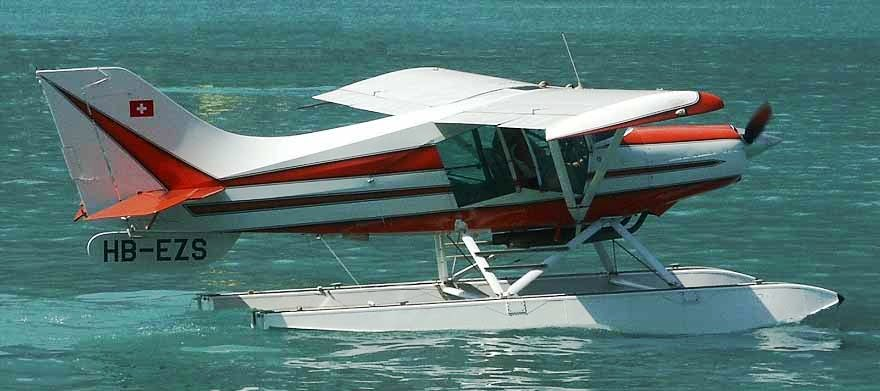
Wasserflugzeug bei Wangen

Seit 1957 starten und landen bei Wangen-Lachen ausserdem Wasserflugzeuge auf dem heute einzigen Wasserflugplatz (ICAO-Code LSPW) in der Schweiz.
Der Hangar befindet sich im Hafenbecken Franzrüti unmittelbar neben dem Flugplatz.